# Гуляевка (Красноярский край)
Гуляевка — деревня в Курагинском районе Красноярского края. Входит в состав Черемшанского сельсовета.

## География
Деревня находится в южной части края, в пределах Алтае-Саянского горнотаёжного района, на правом берегу реки Казыр, на расстоянии приблизительно 65 километров (по прямой) к востоку-юго-востоку (ESE) от посёлка городского типа Курагино, административного центра района. Абсолютная высота — 462 метра над уровнем моря.

## История
Основана в 1911 году. По данным 1926 года имелось 39 хозяйств и проживало 199 человек (104 мужчины и 95 женщин). В национальном составе населения преобладали пермяки. В административном отношении деревня входила в состав Черемшанского сельсовета Курагинского района Минусинского округа Сибирского края.

## Население
| 2010 |
| ---- |
| 287  |

Гендерный состав
По данным Всероссийской переписи населения 2010 года в гендерной структуре населения мужчины составляли 49,8 %, женщины — соответственно 50,2 %.
Национальный состав
Согласно результатам переписи 2002 года, в национальной структуре населения русские составляли 91 % из 299 чел.